# Express Air Cargo
We Cargo Africa
Express Air Cargo (arabe : الشحن الجوي السريع) (code IATA : 7A ; code OACI : XRC) est une compagnie aérienne cargo tunisienne fondée en 2015.

## Destinations
Les destinations de la compagnie sont les suivantes :
- Tunisie (hub de Tunis-Carthage)
- France
- Malte
- Italie
- Allemagne
- Égypte
- Jordanie
- Liban
- Gabon
- Guinée équatoriale
- République démocratique du Congo
- Cameroun
- Cap-Vert
- Bénin
- République du Congo
- République centrafricaine
- Gambie
- Guinée-Bissau
- Guinée
- Liberia
- Mali
- Niger
- Sénégal
- Sierra Leone
- Togo
- Tchad
- Maroc
- Algérie

## Flotte

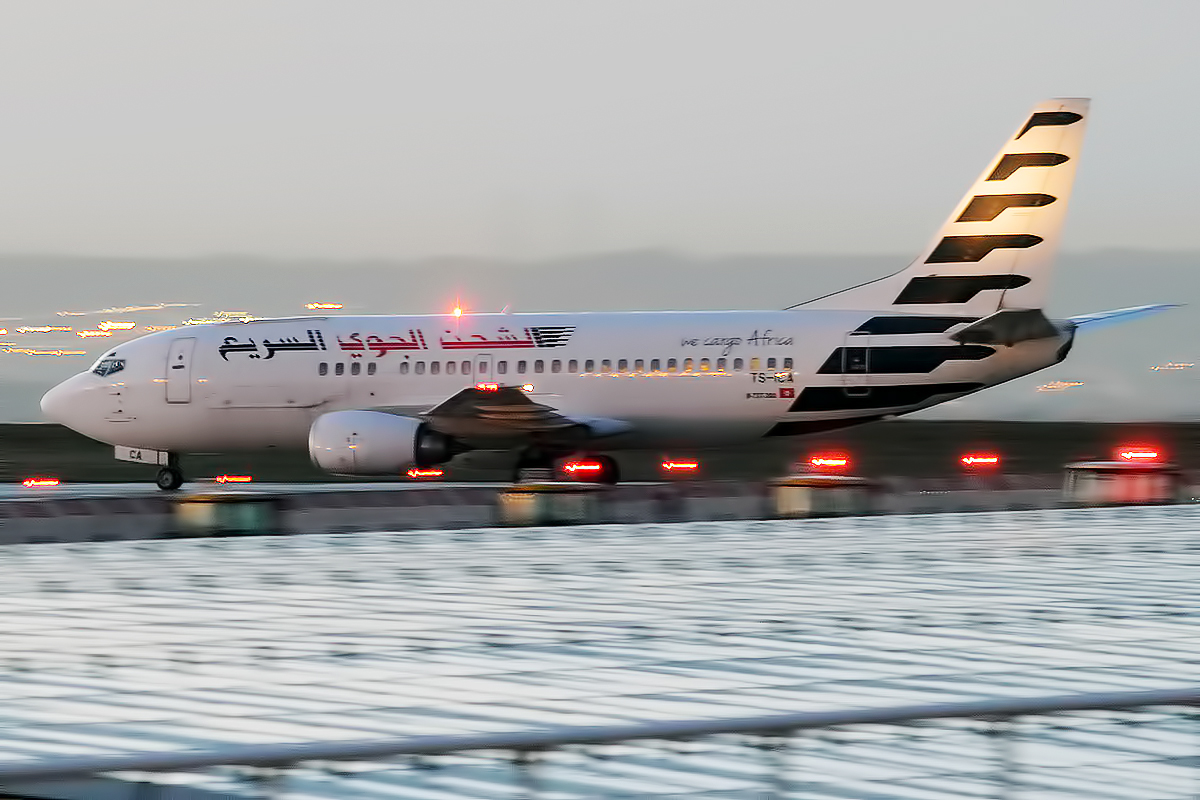
Boeing 737-300QC de la compagnie sur la piste de l'aéroport international de Tallinn en 2018.

| Appareil           | Nombre | Notes |
| ------------------ | ------ | ----- |
| Boeing 737-300QC   | 1      |       |
| Boeing 737-300F    | 1      |       |
| Boeing 737-800BCF, | 1      |       |
| Total              | 3      |       |